# Corteo nuziale di Maria
Il Corteo nuziale di Maria è un affresco (200x185 cm) di Giotto, databile al 1303-1305 circa e facente parte del ciclo della Cappella degli Scrovegni a Padova. È compreso nelle Storie di Maria situate nel registro più alto della parete sinistra, guardando verso l'altare.

## Descrizione e stile
La dedica della cappella alla Vergine della Carità spiega la presenza del ciclo di storie mariane che, sommate a quelle dei genitori Gioacchino e Anna, costituiscono la più estesa rappresentazione fino ad allora dipinta in Italia. Le Storie di Maria, dalla nascita allo sposalizio, si ispirano alla Leggenda Aurea di Jacopo da Varazze e ad altre fonti più antiche come lo Pseudo-Matteo. 
La scena del Corteo nuziale è molto rara e di difficile interpretazione. Probabilmente si rifà al Protovangelo di Giacomo in cui si narra come Maria e altre sette vergini nel recarsi presso il gran sacerdote (che doveva consegnare loro delle stoffe per addobbare il Tempio), accompagnate dai servi del Tempio, incontrino tre suonatori e si fermino ad ascoltarli. Altre interpretazioni pensano ai novelli sposi diretti verso casa (ma non c'è traccia di Giuseppe), altre a Maria che, con sette compagne, va a trovare i propri genitori in Galilea. Di difficile interpretazione simbolica è il ramo d'arbusto che esce da un balcone di un edificio. 
I profili affilati ed eleganti delle figure femminili hanno fatto pensare alle coeve sculture del gotico francese.
La gestualità è lenta e calcolata, i colori sono chiari, intrisi di luce, la plasticità delle figure è accentuata dal chiaroscuro e dal disegno robusto, con pieghe profonde nei mantelli ("a cannula"), esenti da schematismi.